# Gábor Boczkó
Gábor Boczkó (Tapolca, 1 de abril de 1977) é um esgrimista húngaro, medalhista olímpico.

## Carreira

### Rio 2016
Gábor Boczkó representou seu país nos Jogos Olímpicos de Verão de 2016, na espada. Na competição por equipes conquistou a medalha de bronze ao lado de András Rédli, Géza Imre e Péter Somfai.